# فلزیاب تحت اثر فلزات
فلزیاب تحت اثر فلزات پاسخ یا واکنش از خود نشان می‌دهد و یک تعداد فلزات طبق شرایط مغناطیسی یا خواص مغناطیسی در موقعیت میدان مغناطیس سر جست‌وجو گر یا کوئل یا لوپ یا سنسور مغناطیسی از خود به فلزات واکنش نشان می‌دهند که به این نوع فلزیاب‌ها در اصل فلزیاب مغناطیسی یا فلزیاب ولتاژ القائی می‌گویند که فلزیاب (۱)وی ال اف VLF یا (۲)فلزیاب تی ار TR یا (۳)فلزیاب ای بی IB یا (۵)فلزیاب پالسی PULSE/ PI یا (۶)فلزیاب بی اف او BFO و … از این دسته فلزیاب می‌باشد.
دسته دیگر فلزیاب از نوع فلزیاب فرکانسی می‌باشد که فلزیاب جذبی و رادار زمینی دستی و فلزیاب فرکانسی همه از یک طبقه عملیاتی می‌باشد و این دسته فلزیاب دارای توان تفکیک با اصول فرکانس طلا یا انواع فلزات در بازتاب انرژی در امواج الکترو مغناطیس می‌باشد و برترین نوع این دسته سیستم‌های فرکانسی دارای تنظیمات تفکیک ادیت EDIT و سطح و حجم ترشهولد THRESHOLD و تارگت ایکس TARGET X می‌باشد.

## فلزیاب طلا فلزات پوسیده کربن
در مناطقی که طلا وجود دارد و در کنار یا اطراف آن طلا، فلزات پوسیده یا منابع دارای کربن یا با تغییرات کربنی وجود داشته باشد شرایط تغییرات مغناطیسی و فشار بار الکتریکی قرار می‌گیرد که می‌تواند در شرایط تشخیص هدف یا فلزات یا طلا اثر مستقیم بگذارد و عامل آن جابجائی ذرات مغناطیسی یا انرژی حاصله از نیروهای وارده بر یکدیگر می‌باشد و در این بین کانال‌های نیرو و میدان مغناطیسی پدید می‌آید که می‌تواند پیوستگی بین این منابع را شکل دهد و یک محدوده بزرگ با ترکیب وضعیت هدف یا طلا یا فلزات ایجاد گردد که بر روی توده‌های مواد معدنی یا سنگ‌ها یا کانیها که با وضعیت عمومی مواد معدنی و منابع صحنه کار متفاوت است اثر مستقیم گذاشته و این سنگ‌ها یا کانیها یا مواد معدنی توده ای شرایطی شبیه طلا یا فلز مورد نظر را در اثر تابش ذرات طلا یا فلز مورد نظر را به خود گرفته و موجبات تغییرات مغناطیسی را در اطراف و درون خود ایجاد نموده و فلزیاب‌های یا دستگاه‌های که طبق اصول جریان اختلاف فاز یا تغییرات میدان مغناطیس در سر جست‌وجو گر یا کوئل یا لوپ یا سنسور مغناطیسی عمل می‌نماید با خطا در تشخیص این منابع دچار تغییرات مغناطیسی در فشار نیرو به عنوان هدف اصلی یا طلا قرار بگیرد، که فلزیاب مغناطیسی از دسته فلزیاب پالسی PI، وی ال اف VLF، فلزیاب تی ار TR، فلزیاب ای بی IB، فلزیاب بی اف او BFO، مغناطیس سنج مگنومتر یا مگنت و تسلامتر می‌باشد.